# Нова Вас (Кршан)
Нова Вас (ир. Noselo) је село у хрватском делу Истре. Налази се на територији општине Кршан, недалеко од Шушњевице и према попису из 2001. године има 74 становника.
У селу живе Ћићи (истарски Власи).
Гробљанска капела Св. Духа има фреске из 16. века, које је урадио Блаж Дубровчанин.